# Jungfernhöhle
Die Jungfernhöhle ist eine natürliche Karsthöhle bei Tiefenellern, einem Gemeindeteil der oberfränkischen Gemeinde Litzendorf im Landkreis Bamberg in Bayern.
Die Höhle war unter anderem ein neolithischer Kultplatz der Bandkeramiker und liegt im Hofbauernholz zwischen den Dörfern Tiefenellern, Herzogenreuth und Laibarös im Landkreis Bamberg, unweit des westlichen Abbruchs der nördlichen Frankenalb. Sie ist nach Westen geöffnet. 
Die Jungfernhöhle ist im Höhlenkataster Fränkische Alb (HFA) als C 238 und vom Bayerischen Landesamt für Umwelt als Geotop 471H001 ausgewiesen. Siehe hierzu auch die Liste der Geotope im Landkreis Bamberg. 

## Entdeckung
Die Entdeckung der Höhle erfolgte 1951 durch den Schatzsucher Georg Engert.

## Beschreibung
Die Höhle ist neun Meter breit, drei Meter hoch und sieben Meter lang. Es handelt sich um eine sehr kleine Höhle mit einem nur dreieinhalb Meter breiten und eineinviertel Meter hohen Portal sowie einem steil nach unten führenden Schacht. Der einzige Raum ist unregelmäßig geformt mit einigen kleineren Seitenspalten. Ausgrabungen erwiesen die Nutzung der Höhle durch vier jungsteinzeitliche und beinahe alle nachfolgenden Kulturen. Der Name Jungfernhöhle rührt daher, dass bei Ausgrabungen die Überreste von überwiegend weiblichen Personen gefunden wurden. Der Name ist an eine lokale Sage angelehnt. Danach sollen einst drei Jungfern, die in der Höhle wohnten, dort umgebracht worden sein.

## Ausgrabungen
In den Jahren von 1951 bis 1954 führte Otto Kunkel, bis 1945 Museumsleiter in Stettin, für das Bayerische Landesamt für Denkmalpflege in dem Waldgebiet umfangreiche Grabungen durch und fand dort:
- Bandkeramik-Gefäße sowie als Essstäbchen interpretierte Knochenstäbchen aus der Jungsteinzeit.
- Skelett- und Schädelreste von mindestens 40 Menschen, 10 bis 11 Erwachsenen (darunter 9 zumeist jüngere Frauen), 4 bis 5 Jugendlichen sowie 23 Säuglingen und Kindern. Eine Radiokohlenstoffdatierung ergab ein Alter von 6.150 +/− 65 Jahren.

### Skelettfunde
Die meisten Rätsel gaben die Skelettfunde der Bandkeramik auf. Die meist weiblichen Skelette (mindestens 29 waren Kinder unter 14 Jahren) waren alle unvollständig. Man nimmt an, dass es sich nicht um eine Begräbnisstätte handelte, da die Skelette verstreut lagen. Alle Schädel waren zertrümmert und einige Röhrenknochen zersplittert, wobei eine Entnahme des Knochenmarks vermutet wurde. In den Kiefern fehlten Zähne. Jörg Orschiedt konnte inzwischen durch detaillierte Untersuchungen nachweisen, dass weniger Kannibalismus als vielmehr ein spezielles Totenritual anzunehmen ist (vgl. auch Herxheim). Schnitt- oder Feuerspuren konnten an den Knochen nicht nachgewiesen werden. Das Fehlen der Frontzähne wurde durch natürliche Prozesse verursacht.
Die Höhle wurde im Mittel- und Jungneolithikum, in der Bronze-, Hallstatt- und Latènezeit sowie noch im Mittelalter als Opfergrube benutzt.

## Umgebung

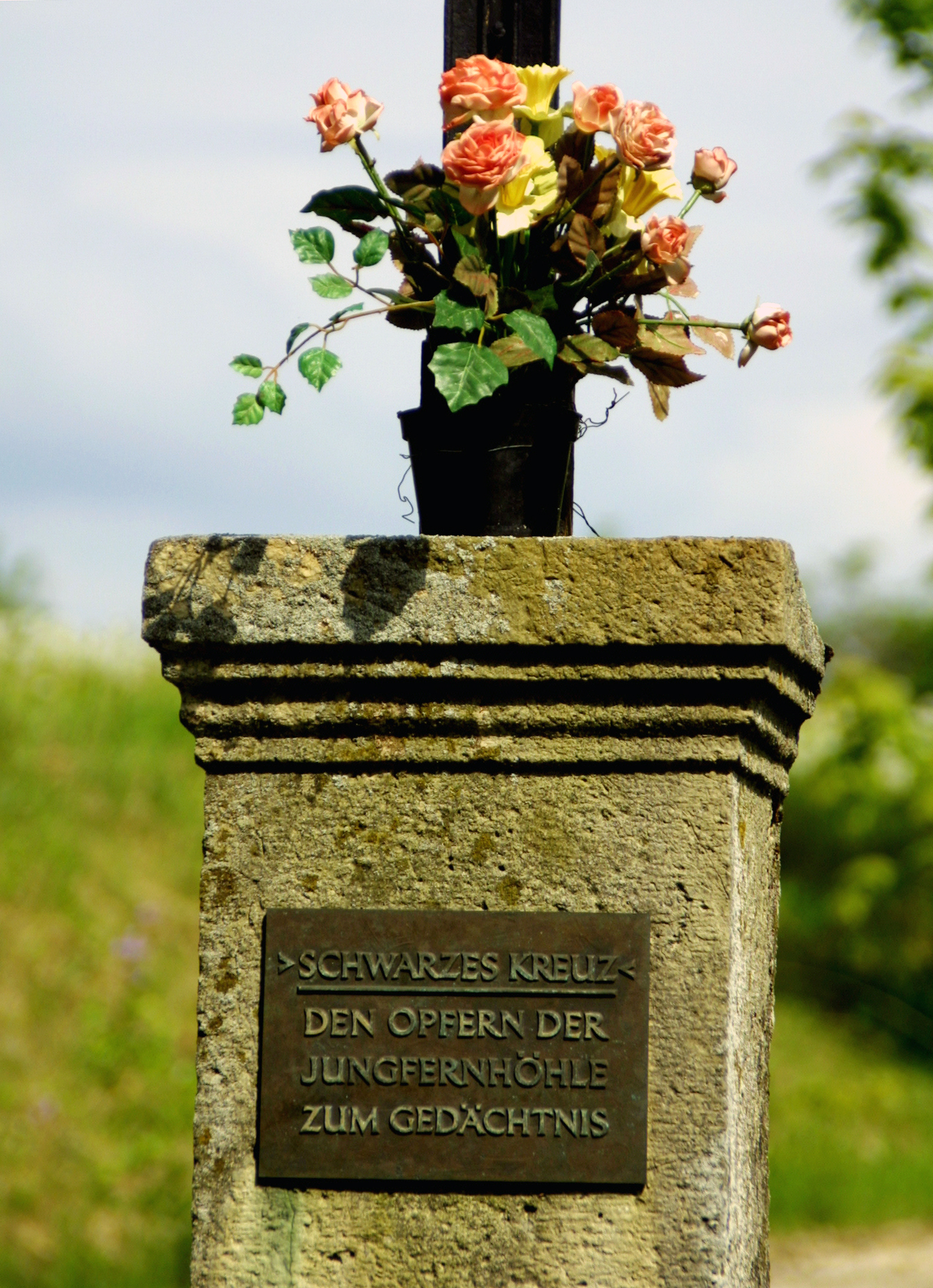
Gedenkkreuz für die Opfer der Jungfernhöhle

- Das heutige Gedenkkreuz stand als Flurkreuz, genannt „Schwarzes Kreuz“, schon lange vor der Entdeckung der Jungfernhöhle an seinem Ort. Die Umwidmung dieses Feldkreuzes in ein Gedenkkreuz für die Opfer der Jungfernhöhle erfolgte erst in den 1980er Jahren.
- Etwa 120 Meter westlich der Höhle ist ein ungefähr 120 × 80 Meter großer, felsiger Geländesporn durch einen umlaufenden Steinwall unbekannter Zeitstellung befestigt (Ringwall im Hofbauernholz). Im Osten verengt sich das Gelände gegen die Hochfläche auf ungefähr 25 Meter. Eine dort sicherlich ehemals vorhandene Abschnittsbefestigung wurde im Mittelalter überbaut. Den vorgeschichtlichen Ursprung der Anlage belegen einige frühlatènezeitliche Scherbenfunde und eine Dolchklinge der frühen Bronzezeit. Die Wehranlage liegt ca. 100 Höhenmeter über dem Tal und wird im Norden, Westen und Süden durch Steilhänge geschützt.